# Серранові
Серранові, або кам'яні окуні (Serranidae) — родина морських риб ряду окунеподібні. Налічує близько 450 видів.

## Опис
Живуть у морях і океанах, переважно в теплих водах. Зазвичай мають яскраве забарвлення і можуть досягати великих розмірів. Багато видів протягом життя змінюють свою стать. Довжина до 2,3 м, Маса до 300 кг у деяких випадках — 400 кг.
Серранові підстерігають здобич в укритті та з неймовірною швидкістю атакують її ззаду. Вони є прекрасними мисливцями, тому досягають добрих результатів, не докладаючи особливих зусиль. Крім того, серранові майстерно маскуються: за лічені секунди вони здатні змінити своє забарвлення і зникнути з поля зору ворога.

## Класифікація
- Підродина Anthiinae
  - Anatolanthias
  - Anthias
  - Caesioperca
  - Caprodon
  - Dactylanthias
  - Giganthias
  - Hemanthias
  - Holanthias
  - Hypoplectrodes
  - Lepidoperca
  - Luzonichthys
  - Nemanthias
  - Odontanthias
  - Othos
  - Plectranthias
  - Pronotogrammus
  - Pseudanthias
  - Rabaulichthys
  - Sacura
  - Selenanthias
  - Serranocirrhitus
  - Tosana
  - Tosanoides
  - Trachypoma
- Підродина Epinephelinae — групери
  - Aethaloperca
  - Alphestes
  - Anyperodon
  - Aulacocephalus
  - Cephalopholis
  - Chromileptes
  - Dermatolepis
  - Epinephelides
  - Epinephelus
  - Gonioplectrus
  - Gracila
  - Grammistops
  - Mycteroperca
  - Niphon
  - Paranthias
  - Plectropomus
  - Pogonoperca
  - Saloptia
  - Triso
  - Variola
- Підродина Grammistinae
  - Belonoperca
  - Rypticus
  - Diploprion
  - Aporops
  - Pseudogramma
  - Suttonia
  - Grammistes
- Підродина Liopropomatinae
  - Bathyanthias
  - Jeboehlkia
  - Liopropoma
  - Rainfordia
- Підродина Serraninae
  - Acanthistius
  - Bullisichthys
  - Centropristis
  - Chelidoperca
  - Cratinus
  - Diplectrum
  - Hypoplectrus
  - Paralabrax
  - Parasphyraenops
  - Schultzea
  - Serraniculus
  - Serranus
- incertae sedis
  - Caesioscorpis
  - Hemilutjanus
  - †Palaeoperca